# Fenerbahçe Spor Kulübü 2015-2016 (pallavolo femminile)
Questa voce raccoglie le informazioni riguardanti il Fenerbahçe Spor Kulübü nelle competizioni ufficiali della stagione 2015-2016.

## Organigramma societario
Area direttiva
- Presidente: Aziz Yıldırım

Area tecnica
- Allenatore: Marcello Abbondanza
- Allenatore in seconda: Pasqualino Giangrossi
- Assistente allenatore: Faruk Feray
- Scoutman: Domenico Petruzzelli

## Rosa
| N° | Nome                | Ruolo | Data di nascita   | Nazionalità sportiva |
| -- | ------------------- | ----- | ----------------- | -------------------- |
| 2  | Merve Dalbeler      | L     | 27 giugno 1987    | Turchia              |
| 3  | Gizem Güreşen       | L     | 14 gennaio 1987   | Turchia              |
| 5  | Ergül Avcı          | C     | 24 luglio 1987    | Turchia              |
| 6  | Polen Uslupehlivan  | O     | 19 luglio 1993    | Turchia              |
| 8  | Dicle Babat         | C     | 15 settembre 1992 | Turchia              |
| 9  | Meliha İsmailoğlu   | S     | 17 settembre 1993 | Turchia              |
| 10 | Kim Yeon-koung      | S     | 26 febbraio 1988  | Corea del Sud        |
| 11 | Ezgi Dilik          | P     | 12 giugno 1995    | Turchia              |
| 12 | Brankica Mihajlović | O     | 13 aprile 1991    | Serbia               |
| 13 | Christa Harmotto    | C     | 12 ottobre 1986   | Stati Uniti          |
| 14 | Eda Erdem           | C     | 22 febbraio 1987  | Turchia              |
| 15 | Şeyma Ercan         | S     | 5 luglio 1994     | Turchia              |
| 16 | Lucia Bosetti       | S     | 9 luglio 1989     | Italia               |
| 18 | Katarzyna Skorupa   | P     | 16 settembre 1984 | Polonia              |

## Statistiche

### Statistiche di squadra
| Competizione     | Punti | In casa | In casa | In casa | In trasferta | In trasferta | In trasferta | Totale | Totale | Totale |
| Competizione     | Punti | G       | V       | P       | G            | V            | P            | G      | V      | P      |
| ---------------- | ----- | ------- | ------- | ------- | ------------ | ------------ | ------------ | ------ | ------ | ------ |
| Voleybol 1. Ligi | 61    | 11      | 11      | 0       | 11           | 9            | 2            | 28     | 24     | 4      |
| Supercoppa turca | -     | -       | -       | -       | -            | -            | -            | 1      | 1      | 0      |
| Champions League | 17    | 5       | 5       | 0       | 5            | 5            | 0            | 12     | 11     | 1      |
| Totale           | -     | 16      | 16      | 0       | 16           | 14           | 2            | 41     | 36     | 5      |

G = partite giocate; V = partite vinte; P = partite perse

### Statistiche dei giocatori
| Giocatore       | Voleybol 1. Ligi | Voleybol 1. Ligi | Voleybol 1. Ligi | Voleybol 1. Ligi | Voleybol 1. Ligi | Supercoppa turca | Supercoppa turca | Supercoppa turca | Supercoppa turca | Supercoppa turca | Champions League | Champions League | Champions League | Champions League | Champions League | Totale | Totale | Totale | Totale | Totale |
| Giocatore       | P                | PT               | AV               | MV               | BV               | P                | PT               | AV               | MV               | BV               | P                | PT               | AV               | MV               | BV               | P      | PT     | AV     | MV     | BV     |
| --------------- | ---------------- | ---------------- | ---------------- | ---------------- | ---------------- | ---------------- | ---------------- | ---------------- | ---------------- | ---------------- | ---------------- | ---------------- | ---------------- | ---------------- | ---------------- | ------ | ------ | ------ | ------ | ------ |
| E. Avcı         | 26               | 98               | 48               | 27               | 23               | 1                | 1                | 0                | 1                | 0                | 5                | 5                | 1                | 2                | 2                | 32     | 104    | 49     | 30     | 25     |
| D. Babat        | 21               | 76               | 42               | 23               | 11               | 1                | 1                | 1                | 0                | 0                | 3                | 18               | 6                | 10               | 2                | 25     | 95     | 49     | 33     | 13     |
| L. Bosetti      | 24               | 178              | 136              | 25               | 17               | 1                | 8                | 7                | 0                | 1                | 12               | 108              | 75               | 18               | 15               | 37     | 294    | 218    | 43     | 33     |
| M. Dalbeler     | 18               | 0                | 0                | 0                | 0                | 1                | 0                | 0                | 0                | 0                | 7                | 0                | 0                | 0                | 0                | 26     | 0      | 0      | 0      | 0      |
| E. Dilik        | 26               | 26               | 12               | 2                | 12               | 1                | 0                | 0                | 0                | 0                | 11               | 4                | 3                | 0                | 1                | 38     | 30     | 15     | 2      | 13     |
| Ş. Ercan        | 26               | 109              | 77               | 13               | 19               | 1                | 0                | 0                | 0                | 0                | 7                | 0                | 0                | 0                | 0                | 34     | 109    | 77     | 13     | 19     |
| E. Erdem        | 24               | 277              | 167              | 83               | 27               | 1                | 12               | 5                | 5                | 2                | 11               | 99               | 56               | 34               | 9                | 36     | 388    | 228    | 122    | 38     |
| G. Güreşen      | 19               | 0                | 0                | 0                | 0                | 1                | 0                | 0                | 0                | 0                | 9                | 0                | 0                | 0                | 0                | 29     | 0      | 0      | 0      | 0      |
| C. Harmotto     | 4                | 30               | 18               | 2                | 0                | 0                | 0                | 0                | 0                | 0                | 11               | 83               | 52               | 28               | 3                | 15     | 113    | 70     | 30     | 3      |
| M. İsmailoğlu   | 20               | 78               | 49               | 10               | 19               | 1                | 0                | 0                | 0                | 0                | 3                | 1                | 1                | 0                | 0                | 24     | 79     | 50     | 10     | 19     |
| Kim Y.k.        | 19               | 329              | 289              | 24               | 16               | 1                | 31               | 26               | 5                | 0                | 12               | 229              | 193              | 16               | 20               | 32     | 589    | 508    | 45     | 36     |
| B. Mihajlović   | 27               | 317              | 263              | 26               | 28               | 1                | 4                | 4                | 0                | 0                | 12               | 181              | 157              | 13               | 11               | 40     | 502    | 424    | 39     | 39     |
| K. Skorupa      | 27               | 36               | 14               | 16               | 6                | 1                | 3                | 0                | 0                | 3                | 12               | 23               | 9                | 5                | 9                | 40     | 62     | 23     | 21     | 18     |
| P. Uslupehlivan | 23               | 215              | 182              | 13               | 20               | 1                | 14               | 12               | 0                | 2                | 11               | 36               | 34               | 0                | 2                | 35     | 265    | 228    | 13     | 24     |

P = presenze; PT = punti totali; AV = attacchi vincenti; MV = muri vincenti; BV = battute vincenti